# Ukrainska patrioter
Ukrainska patrioter (ukrainska: Патріо́т Украї́ни) är en ukrainsk nationalistisk paramilitär organisation grundad 2005. Dess ledare är Andrij Biletskyj. UP:s vars program förespråkar politiskt våld, rasism och nynazism. UP är paramilitära gren åt Socialnationalistiska församlingens som utgör en förening av nynazistiska organisationer och grupper.
Organisationens logotyp är symbolen varghaken, som användes av vissa SS-divisioner under andra världskriget. Många i Ukrainska patrioter är även medlemmar av Azovbataljonen.
Ukrainska patrioter var också mycket aktiva under Euromajdan-protesterna.